# Aleksei Budõlin
Aleksei Budõlin (Tallin, 5 de abril de 1976) es un deportista estonio que compitió en judo.
Participó en los Juegos Olímpicos de Sídney 2000, obteniendo una medalla de bronce en la categoría de –81 kg. Ganó dos medallas en el Campeonato Mundial de Judo, plata en 2001 y bronce en 2003, y cinco medallas en el Campeonato Europeo de Judo entre los años 1999 y 2003.

## Palmarés internacional
| Juegos Olímpicos   | Juegos Olímpicos        | Juegos Olímpicos  | Juegos Olímpicos |
| Año                | Lugar                   | Medalla           | Categoría        |
| ------------------ | ----------------------- | ----------------- | ---------------- |
| 2000               | Sídney (Australia)      | Medalla de bronce | –81 kg           |
| Campeonato Mundial |                         |                   |                  |
| Año                | Lugar                   | Medalla           | Categoría        |
| 2001               | Múnich (Alemania)       | Medalla de plata  | –81 kg           |
| 2003               | Osaka (Japón)           | Medalla de bronce | –81 kg           |
| Campeonato Europeo |                         |                   |                  |
| Año                | Lugar                   | Medalla           | Categoría        |
| 1999               | Bratislava (Eslovaquia) | Medalla de plata  | –73 kg           |
| 2000               | Breslavia (Polonia)     | Medalla de bronce | –81 kg           |
| 2001               | París (Francia)         | Medalla de oro    | –81 kg           |
| 2002               | Maribor (Eslovenia)     | Medalla de plata  | –81 kg           |
| 2003               | Düsseldorf (Alemania)   | Medalla de bronce | –81 kg           |